# Nguyễn Phúc Trinh Nhàn
Nguyễn Phúc Trinh Nhàn (chữ Hán: 阮福貞嫻; 14 tháng 6 năm 1827 – 28 tháng 7 năm 1902), phong hiệu Nghĩa Điền Công chúa (義田公主), là một công chúa con vua Minh Mạng nhà Nguyễn trong lịch sử Việt Nam.

## Tiểu sử
Hoàng nữ Trinh Nhàn sinh ngày 20 tháng 5 (âm lịch) năm Đinh Hợi (1827), là con gái thứ 26 của vua Minh Mạng, mẹ là Ngũ giai Lệ tần Nguyễn Thị Thúy Trúc. Công chúa là người con thứ hai của bà Lệ tần.
Công chúa Trinh Nhàn lấy chồng là Phò mã Đô úy Hoàng Gia Kỳ, con trai của Bố chính sứ Hoàng Quýnh. Không rõ bà lấy chồng vào năm nào, nhưng có thể suy đoán là vào năm 1850 hoặc 1851, do những công chúa chị em của bà đều hạ giá vào khoảng thời gian này.
Năm Tự Đức thứ 22 (1869), bà chúa Trinh Nhàn được sách phong làm Nghĩa Điền Công chúa (義田公主). Năm 1902, Nhâm Dần, ngày 24 tháng 6 (âm lịch), Nghĩa Điền Công chúa qua đời, thọ 76 tuổi, thụy hiệu Mỹ Thục (美淑)  . Tẩm mộ của bà được táng tại Dương Xuân (nay thuộc phường Thủy Xuân, Huế), gần tẩm của người em gái là Xuân Lai Công chúa Nhu Nghi.